# روزا بوغليوني
روزا بوغليوني (بالفرنسية: Rosa Bouglione)‏‏ (21 ديسمبر 1910 - 26 أغسطس 2018) هي لاعبة سيرك فرنسية، وهي الأُم الحاكمة لسيرك عائلة بوغليوني.
وُلدت في 21 ديسمبر 1910 في إيكسل في بلجيكا، وتوفيت في 26 أغسطس 2018.